# Regierung Keating II

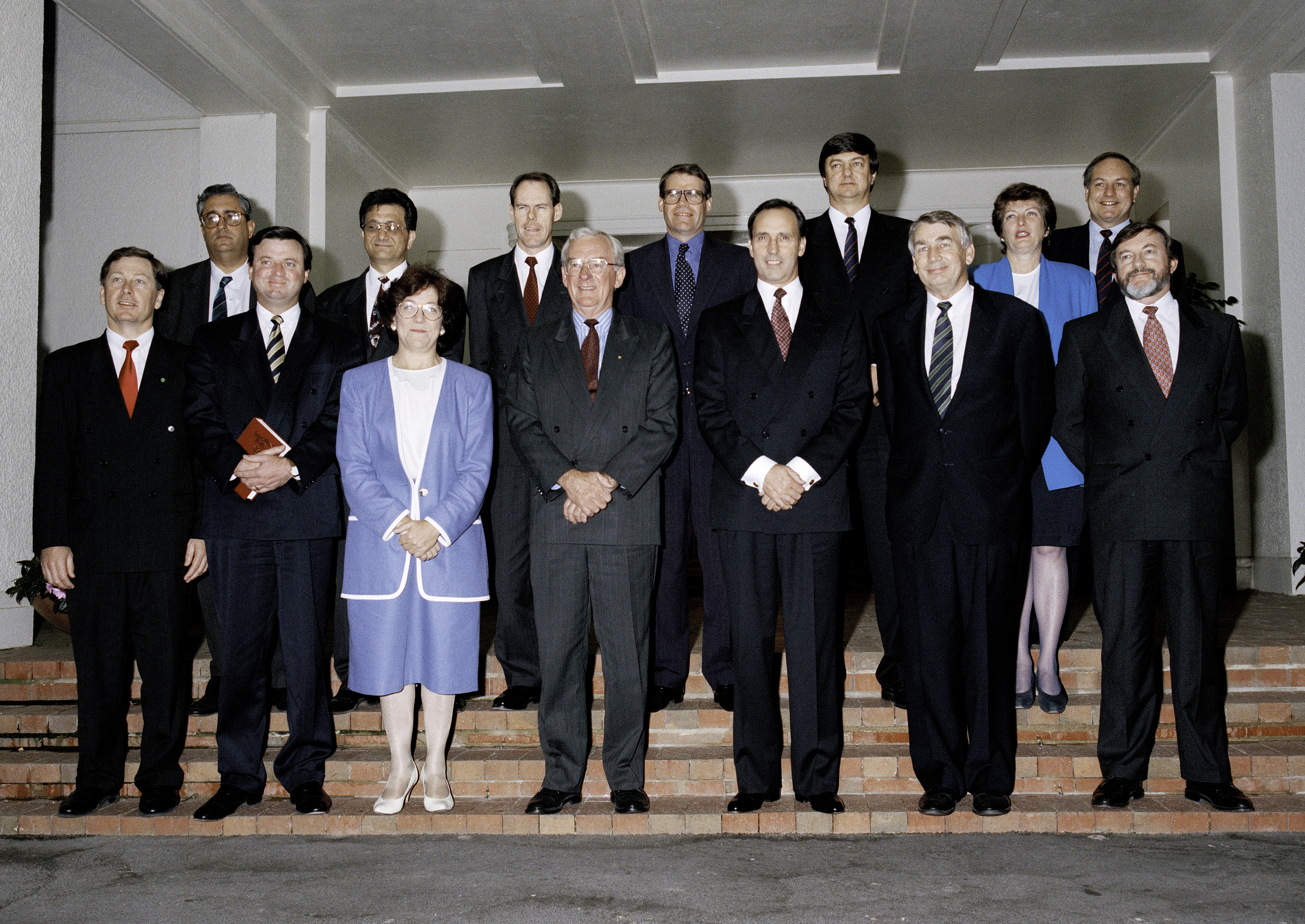
Regierung Keating II

Die Regierung Keating II regierte Australien vom 24. März 1993 bis zum 11. März 1996. Die Regierung wurde von der Labor Party gestellt.
Paul Keating war seit dem 20. Dezember 1991 Premierminister einer Laborregierung. Die Parlamentswahl am 13. März 1993 brachte leichte Gewinne der Labor Party, die zwei Mandate gewann und 80 von 148 Sitzen im Repräsentantenhaus erhielt. Im Senat verlor Labor 2 Mandate und stellte 30 von 76 Senatoren. Die Laborregierung unter Keating wurde fortgesetzt. bei der folgenden Parlamentswahl am 2. März 1996 erlitt die Labor Party eine deutliche Niederlage, sie erhielt nur noch 49 von 148 Mandaten im Repräsentantenhaus, die Liberal Party errang 75 Sitze, die National Party 18 Sitze. Im Senat verlor Labor einen Sitz, die Liberal Party gewann einen Sitz. Die nächste Regierung war eine Koalition aus Liberal Party und National Party unter Premierminister John Howard.

## Ministerliste
| Kabinett                                                                                                 | Kabinett           | Kabinett                              | Kabinett |
| Amt | Minister           | Amtszeit                              | Bild     |
| --- | ------------------ | ------------------------------------- | -------- |
| Premierminister                                                                                          | Paul Keating       | 24. März 1993 – 11. März 1996         |          |
| stellvertretender Premierminister                                                                        | Brian Howe         | 24. März 1993 – 20. Juni 1995         |          |
| stellvertretender Premierminister                                                                        | Kim Beazley        | 20. Juni 1995 – 11. März 1996         |          |
| Minister für Wohnraum, kommunale Regierung und Community Services                                        | Brian Howe         | 24. März 1993 – 23. Dezember 1993     |          |
| Minister für Wohnraum, kommunale Regierung und Human Services                                            | Brian Howe         | 23. Dezember 1993 – 25. März 1994     |          |
| Minister für Wohnraum und Regionalentwicklung                                                            | Brian Howe         | 25. März 1994 – 11. März 1996         |          |
| Gesundheitsminister                                                                                      | Graham Richardson  | 24. März 1993 – 25. März 1994         |          |
| Minister für Human Services und Gesundheit                                                               | Carmen Lawrence    | 25. März 1994 – 11. März 1996         |          |
| Außenminister                                                                                            | Gareth Evans       | 24. März 1993 – 11. März 1996         |          |
| Handelsminister                                                                                          | Peter Cook         | 24. März 1993 – 30. Januar 1994       |          |
| Handelsminister                                                                                          | Bob McMullan       | 30. Januar 1994 – 11. März 1996       |          |
| Verteidigungsminister                                                                                    | Robert Ray         | 24. März 1993 – 11. März 1996         |          |
| Schatzminister                                                                                           | John Dawkins       | 24. März 1993 – 23. Dezember 1993     |          |
| Schatzminister                                                                                           | Ralph Willis       | 23. Dezember 1993 – 11. März 1996     |          |
| Finanzminister                                                                                           | Ralph Willis       | 24. März 1993 – 23. Dezember 1993     |          |
| Finanzminister                                                                                           | Kim Beazley        | 23. Dezember 1993 – 11. März 1996     |          |
| Minister für Arbeit, Bildung und Ausbildung                                                              | Kim Beazley        | 24. März 1993 – 23. Dezember 1993     |          |
| Minister für Arbeit, Bildung und Ausbildung                                                              | Simon Crean        | 23. Dezember 1993 – 11. März 1996     |          |
| Minister/in für Umwelt, Sport und Territorien                                                            | Ros Kelly          | 23. Dezember 1993 – 1. März 1994      |          |
| Minister/in für Umwelt, Sport und Territorien                                                            | Graham Richardson  | 1. März 1994 – 25. März 1994          |          |
| Minister/in für Umwelt, Sport und Territorien                                                            | John Faulkner      | 25. März 1994 – 11. März 1996         |          |
| Minister für Einwanderung und ethnische Angelegenheiten                                                  | Nick Bolkus        | 24. März 1993 – 11. März 1996         |          |
| Minister für die Grundstoffindustrie und Energie                                                         | Simon Crean        | 24. März 1993 – 23. Dezember 1993     |          |
| Minister für die Grundstoffindustrie und Energie                                                         | Bob Collins        | 23. Dezember 1993 – 11. März 1996     |          |
| Minister für Industrie, Technologie und Regionalentwicklung                                              | Alan Griffiths     | 24. März 1993 – 23. Januar 1994       |          |
| Minister für Industrie, Technologie und Regionalentwicklung                                              | Peter Cook         | 30. Januar 1994 – 25. März 1994       |          |
| Minister für Industrie, Wissenschaft und Technologie                                                     | Peter Cook         | 25. März 1994 – 11. März 1996         |          |
| Minister für Verkehr und Kommunikation                                                                   | Bob Collins        | 24. März 1993 – 23. Dezember 1993     |          |
| Verkehrsminister                                                                                         | Laurie Brereton    | 23. Dezember 1993 – 11. März 1996     |          |
| Minister für Kommunikation                                                                               | Michael Lee        | 23. Dezember 1993 – 30. Januar 1994   |          |
| Minister für Kommunikation und Kultur                                                                    | Michael Lee        | 30. Januar 1994 – 11. März 1996       |          |
| Sozialminister                                                                                           | Peter Baldwin      | 24. März 1993 – 11. März 1996         |          |
| Minister für Kultur und administrative Dienstleistungen                                                  | Bob McMullan       | 24. März 1993 – 30. Januar 1994       |          |
| Minister für administrative Dienstleistungen                                                             | Bob McMullan       | 30. Januar 1994 – 25. März 1994       |          |
| Minister für industrielle Beziehungen                                                                    | Laurie Brereton    | 24. März 1993 – 11. März 1996         |          |
| Generalstaatsanwalt                                                                                      | Michael Lavarch    | 27. April 1993 – 11. März 1996        |          |
| Tourismusminister                                                                                        | Michael Lee        | 24. März 1993 – 11. März 1996         |          |
| Minister für Rohstoffe                                                                                   | Michael Lee        | 24. März 1993 – 23. Dezember 1993     |          |
| |                    |                                       |          |
| Juniorminister                                                                                           |                    |                                       |          |
| Minister für administrative Dienstleistungen                                                             | Frank Walker       | 25. März 1994 – 11. März 1996         |          |
| Generalstaatsanwalt                                                                                      | Duncan Kerr        | 1. April 1993 – 27. April 1993        |          |
| Vizepräsident des Executive Council                                                                      | Frank Walker       | 24. März 1993 – 25. März 1994         |          |
| Vizepräsident des Executive Council                                                                      | Gary Johns         | 25. März 1994 – 11. März 1996         |          |
| Minister für Aborigines und die Bewohner der Torres-Strait-Inseln                                        | Robert Tickner     | 24. März 1993 – 11. März 1996         |          |
| Familienministerin                                                                                       | Rosemary Crowley   | 24. März 1993 – 11. März 1996         |          |
| Minister für Veteranen                                                                                   | John Faulkner      | 24. März 1993 – 25. März 1994         |          |
| Minister für Veteranen                                                                                   | Con Sciacca        | 25. März 1994 – 11. März 1996         |          |
| Minister für Entwicklungszusammenarbeit und die Pazifischen Inseln                                       | Gordon Bilney      | 24. März 1993 – 11. März 1996         |          |
| Minister für Rüstungsforschung und -personal                                                             | John Faulkner      | 24. März 1993 – 25. März 1994         |          |
| Minister für Rüstungsforschung und -personal                                                             | Gary Punch         | 25. März 1994 – 11. März 1996         |          |
| Minister für Schulen, Berufsausbildung und Ausbildung                                                    | Ross Free          | 24. März 1993 – 11. März 1996         |          |
| Minister für Sport und Territorien                                                                       | John Faulkner      | 1. März 1994 – 25. März 1994          |          |
| Minister für Rohstoffe                                                                                   | David Beddall      | 23. Dezember 1993 – 11. März 1996     |          |
| Minister für Wissenschaft und Kleinunternehmen                                                           | Chris Schacht      | 24. März 1993 – 25. März 1994         |          |
| Minister für Kleinunternehmen, Zölle und Bau                                                             | Chris Schacht      | 25. März 1994 – 11. März 1996         |          |
| Minister für Kommunikation                                                                               | David Beddall      | 24. März 1993 – 23. Dezember 1993     |          |
| Ministerin für Verbraucherschutz                                                                         | Jeannette McHugh   | 24. März 1993 – 11. März 1996         |          |
| Justizminister                                                                                           | Duncan Kerr        | 24. März 1993 – 11. März 1996         |          |
| |                    |                                       |          |
| Assistant Minister und parlamentarische Staatssekretäre                                                  |                    |                                       |          |
| Assistant Minister für die Stellung der Frauen beim Premierminister                                      | Rosemary Crowley   | 24. März 1993 – 23. Dezember 1993     |          |
| Assistant Minister für die Stellung der Frauen beim Premierminister                                      | Ros Kelly          | 23. Dezember 1993 – 1. März 1994      |          |
| Assistant Minister für die Stellung der Frauen beim Premierminister                                      | Carmen Lawrence    | 25. März 1994 – 11. März 1996         |          |
| Assistant Minister für Wissenschaft beim Premierminister                                                 | Chris Schacht      | 24. März 1993 – 25. März 1994         |          |
| Assistant Minister für Wissenschaft beim Premierminister                                                 | Peter Cook         | 25. März 1994 – 11. März 1996         |          |
| Assistant Minister für den Öffentlichen Dienst beim Premierminister                                      | Laurie Brereton    | 23. Dezember 1993 – 23. Dezember 1993 |          |
| Assistant Minister für den Öffentlichen Dienst beim Premierminister                                      | Gary Johns         | 23. Dezember 1993 – 11. März 1996     |          |
| Assistant Minister für multikulturelle Angelegenheiten beim Premierminister                              | Nick Bolkus        | 24. März 1993 – 11. März 1996         |          |
| Assistant Minister im Schatzministerium                                                                  | George Gear        | 24. März 1993 – 11. März 1996         |          |
| Parlamentarischer Staatssekretär beim Premierminister                                                    | Andrew Theophanous | 24. März 1993 – 11. März 1996         |          |
| Parlamentarischer Staatssekretär im Ministerium für Wohnraum, kommunale Regierung und Community Services | Andrew Theophanous | 24. März 1993 – 23. Dezember 1993     |          |
| Parlamentarischer Staatssekretär im Ministerium für Wohnraum, kommunale Regierung und Human Services     | Andrew Theophanous | 23. Dezember 1993 – 25. März 1994     |          |
| Parlamentarischer Staatssekretär im Gesundheitsministerium                                               | Andrew Theophanous | 23. Dezember 1993 – 25. März 1994     |          |
| Parlamentarischer Staatssekretär im Ministerium für Human Services und Gesundheit                        | Andrew Theophanous | 25. März 1994 – 11. März 1996         |          |
| Parlamentarische Staatssekretärin im Ministerium für Wohnraum und Regionalentwicklung                    | Mary Crawford      | 25. März 1994 – 11. März 1996         |          |
| Parlamentarischer Staatssekretär im Verteidigungsministerium                                             | Gary Punch         | 24. März 1993 – 25. März 1994         |          |
| Parlamentarischer Staatssekretär im Verteidigungsministerium                                             | Arch Bevis         | 25. März 1994 – 11. März 1996         |          |
| Parlamentarischer Staatssekretär im Schatzministerium                                                    | Gary Johns         | 24. März 1993 – 23. Dezember 1993     |          |
| Parlamentarischer Staatssekretär im Schatzministerium                                                    | Paul Elliott       | 23. Dezember 1993 – 11. März 1996     |          |
| Parlamentarischer Staatssekretär im Ministerium für Arbeit, Bildung und Training                         | Warren Snowdon     | 24. März 1993 – 11. März 1996         |          |
| Parlamentarische/r Staatssekretär/in im Ministerium für Umwelt, Sport und Territorien                    | Warren Snowdon     | 14. April 1993 – 23. Dezember 1993    |          |
| Parlamentarische/r Staatssekretär/in im Ministerium für Umwelt, Sport und Territorien                    | Janice Crosio      | 23. Dezember 1993 – 25. März 1994     |          |
| Parlamentarische/r Staatssekretär/in im Ministerium für Umwelt, Sport und Territorien                    | Warren Snowdon     | 25. März 1994 – 11. März 1996         |          |
| Parlamentarischer Staatssekretär im Ministerium für Grundstoffindustrie und Energie                      | Nick Sherry        | 25. März 1994 – 11. März 1996         |          |
| Parlamentarischer Staatssekretär im Ministerium für Industrie, Technologie und Regionalentwicklung       | Ted Lindsay        | 24. März 1993 – 25. März 1994         |          |
| Parlamentarischer Staatssekretär im Ministerium für Industrie, Wissenschaft und Technologie              | Ted Lindsay        | 25. März 1994 – 11. März 1996         |          |
| Parlamentarischer Staatssekretär im Ministerium für Verkehr und Kommunikation                            | Neil O’Keefe       | 24. März 1993 – 23. Dezember 1993     |          |
| Parlamentarischer Staatssekretär im Ministerium für Verkehr                                              | Neil O’Keefe       | 23. Dezember 1993 – 11. März 1996     |          |
| Parlamentarischer Staatssekretär im Ministerium für Kommunikation und Kultur                             | Paul Elliott       | 7. Juni 1994 – 11. März 1996          |          |
| Parlamentarische/r Staatssekretär/in im Sozialministerium                                                | Con Sciacca        | 24. März 1993 – 25. März 1994         |          |
| Parlamentarische/r Staatssekretär/in im Sozialministerium                                                | Janice Crosio      | 25. März 1994 – 11. März 1996         |          |
| Parlamentarische/r Staatssekretär/in im Ministerium für Kultur und administrative Dienstleistungen       | Janice Crosio      | 24. März 1993 – 23. Dezember 1993     |          |
| Parlamentarische/r Staatssekretär/in im Ministerium für Kultur und administrative Dienstleistungen       | Con Sciacca        | 23. Dezember 1993 – 30. Januar 1994   |          |
| Parlamentarischer Staatssekretär im Ministerium für administrative Dienstleistungen                      | Con Sciacca        | 30. Januar 1994 – 25. März 1994       |          |
| Parlamentarischer Staatssekretär beim Generalstaatsanwalt                                                | John Dawkins       | 23. Dezember 1993 – 11. März 1996     |          |
| Parlamentarischer Staatssekretär im Tourismusministerium                                                 | Paul Elliott       | 7. Juni 1994 – 11. März 1996          |          |